# Майоркская овчарка
Майоркская овчарка (исп. Ca de Bestiar, Perro de Pastor Mallorquín) — порода собак, сформировавшаяся на Балеарских островах как сторожевая и пастушья. В формировании породы упор делался в первую очередь на рабочие качества, а не на экстерьер.
Шерсть собак этой породы может иметь различную длину, от 3 до 7 сантиметров, что придаёт довольно большое внешнее разнообразие этим собакам, однако отдельных видов внутри породы не выделяется, и при выставочной оценке собаки с разной длиной шерсти выступают в одном ринге.
Другие названия породы — ка де бестиар, майорская пастушья собака.

## История породы
Порода возникла на Балеарских островах в ходе естественного развития аборигенных собак, завезённых туда при колонизации островов. Первое упоминание о местных чёрных собаках в документах встречается с XVI века. Уже в XVII веке к этим собакам были примешаны крови собак молосского типа, завезённых из Кастилии, что придало им больше массивности.
Долгое время собаки этой породы являлись универсальными, и использовались как для охраны домовых территорий и скота на выпасе, так и в качестве скотогонных. Также они использовались в качестве бойцовых собак для проведения собачьих боёв и травли быков в корриде.
Ка де бестиар исторически могли работать как с мелким, так и с крупным скотом. В течение нескольких веков эти собаки оставались известным только на Балеарском архипелаге. Это продолжалось до тех пор, пока в конце XVIII века они не стали время от времени завозиться в Южную Америку для работы на местных фермах. Они были выбраны для этого благодаря тому, что могли легко переносить высокие температуры и длительное отсутствие питья.
С начала XX века собаки этой породы начали использоваться в Испании в качестве полицейских служебных собак. Позднее они стали применяться и в армии, где их функционал примерно совпадал с функционалом других овчарок в разных странах.
Во время Второй мировой войны поголовье собак этой породы значительно сократилось, так как практически все животные, в том числе и находившиеся в частном владении, были призваны на службу и использовались в интересах армии, где многие из них погибли.
Восстановление поголовья активно началось только в 70-е годы XX века под руководством кинолога Алонсо Гуаспа. В 1975 году им был создан национальный клуб этой породы, и уже в 1982 году порода получила международное признание и официальную регистрацию в Международной кинологической федерации.
На 2020-й год порода остаётся малораспространённой за пределами своей родины. Кроме Испании, основные популяции этих собак сосредоточены в странах Южной Америки.

## Внешний вид
Основные пропорции: длина корпуса равна высоте в холке; длина морды равна длине черепной части головы; длина черепа равна длине шеи.
Голова имеет треугольный профиль, достаточно широкая в области лба. Спинка носа параллельна линии черепа. Ширина морды равна ширине черепа. Массивная голова является недостатком. Морда крепкая, широкая с клинообразной формой. Спинка носа прямая. Нос тупой. Мочка носа квадратной формы. Ноздри большие, открытые. Губы чёрные, сухие. Зубы большие, крепкие, белого цвета. Прикус ножницеобразный. Моляры развиты. Глаза миндалевидные, средние. Цвет меда розмарина. Веки чёрные, плотно прилегающие к глазным яблокам. Уши высоко посаженные, небольшие, треугольной формы. Не купируются.
Шея крепкая и мускулистая. Пропорциональна корпусу и голове. В сечении круглая. Кожа плотная и упругая. Грудная клетка широкая и глубокая до уровня локтей. Форбруст развит умеренно. Круп слегка покатый, широкий, крепкий и хорошо омускуленный. Хвост низко посаженный, толстый в основании, длинный, прямой. Не купируется. Передние конечности сильные и крупнокостные. Длина предплечья и запястья приблизительно равна длине спины. Локти прижаты к корпусу, не вывернуты и не подвернуты под корпус. Предплечья сильные, перпендикулярны опоре. Пясти короткие и слегка наклонные. Лапы похожи на заячьи, но короче и более широкие. Пальцы гибкие и сильные. Когти тёмные. Прибылые пальцы должны быть удалены. Задние конечности мускулистые и сильные. Скакательный сустав открытый. Бедра хорошо омускуленные, рельефные. Голени длинные и мускулистые. Скакательные суставы хорошо сформированы. Лапы также как и передние похожи на заячьи, однако несколько шире.
Кожа эластичная, без складок. Шёрстный покров короткий и прилегающий. Длина остевого волоса от 1,5 до 3 см. В области поясницы шерсть несколько длиннее (до 7 см) и может быть слегка волнистой. Оброслость зависит от времени года и природных условий местности. Зимой шерсть отрастает не только на корпусе и конечностях, но и на ушах. Окрас допускается только чёрный. На груди может быть небольшое белое пятно. Кроме этого, белые пятна допустимы на шее, нижней части конечностей и лапах. Однако наиболее ценится чисто чёрный окрас.
Высота в холке кобелей — от 66 до 73 см, сук — 62—68 см, допускается отклонение в пределах 1 см в обе стороны. Вес — около 40 кг.

## Характер
Собаки этой породы обладают сильным и достаточно жёстким характером и энергичным темпераментом. Отличаются высокой независимостью в принятии решений и большим уровнем самостоятельности. Кроме того, они обладают сильным и ярко выраженным охранным инстинктом, распространяющимся как на охрану территории, так и на защиту хозяина.
В силу достаточно замкнутого характера майорские овчарки не склонны проявлять высокую контактность с членами семьи, не склонны часто искать ласк от людей, при этом они обладают высоким уровнем привязанности к хозяевам.
По отношению к незнакомым людям собаки этой породы относятся с выраженными недоверием и даже склонны проявлять агрессию не только при попытке их погладить или что-то предложить, но и просто при сильном сближении с собакой постороннего человека. Такой характер этих собак требует обязательной ранней социализации щенка, которая должна быть направлена в первую очередь на приучение собаки к пребыванию в общественных местах без проявления агрессии.
У майорских овчарок наблюдается выраженная склонность к доминативному поведению как по отношению к представителям своего вида, так и по отношению к людям. Для того, чтобы грамотно вырастить такую собаку, требуется наличие определённого опыта в содержании собак, поэтому их крайне не рекомендуется брать в качестве первой собаки.
Несмотря на непростой характер, охотничий инстинкт у этих собак практически полностью отсутствует, что делает их безопасными для кошек и других мелких домашних питомцев, а также для мелких собак.
В силу своего энергичного темперамента эти собаки нуждаются в длительном и активном выгуле, при нехватке которого они склонны демонстрировать деструктивное поведение дома.
Обучение даётся собакам этой породы легко, они способны быстро осваивать новые навыки и команды. Однако несмотря на это, в их обучении могут возникать трудности, так как они склонны к упрямству и проявлению самостоятельности. Во время обучения крайне важно настойчиво добиваться обязательного исполнения команд, чтобы не допустить формирования у собаки нежелательной установки о допустимости игнорирования команды — с майорскими овчарками исправить это будет сложнее, чем со многими другими породами.

## Содержание и уход
Собаки этой породы весьма выносливы и неприхотливы, что делает их подходящими как для квартирного, так и для вольерного содержания. Особенностью данной породы является её высокая адаптивность. Несмотря на чёрный цвет шерсти, они хорошо переносят высокую температуру воздуха, что делает их подходящими для регионов с жарким климатом. Также благодаря тому, что при содержании в холодных климатических условиях у майоркской овчарки достаточно отрастает более длинная шерсть с густым подшёрстком, они хорошо подходят для регионов с холодным климатом и для регионов с резко континентальным климатом, где присутствуют выраженные годичные колебания температуры от очень низких зимой до очень высоких летом.
При содержании в квартире собакам этой породы требуется длительный выгул с большими физическими нагрузками. При содержании на приусадебном участке им также желательно обеспечивать дополнительный выгул, включающий как активное движение, так и наработку команд.
Шерсть у майоркских овчарок не склонна к образованию колтунов и не требует специализированного ухода. Мытьё им требуется только в случае выраженного загрязнения. Также время от времени стоит вычёсывать собак, особенно живущих в квартире. Активный период сезонной линьки присутствует у собак этой породы только в случае содержания их в условиях резко континентального климата.
Порода отличается хорошим здоровьем, наличие наследственных породных заболеваний не выявлено.

## Применение
Майорские овчарки традиционно использовались в качестве универсальных пастушьих собак, пригодных для работы с любыми сельскохозяйственными животными.
Благодаря развитому охранному инстинкту они также исторически использовались и в качестве охранных и сторожевых собак.
До введения запрета на проведение собачьих боёв и корриды с участием собак они также использовались в качестве травильных собак в корриде и для боёв между собаками.
В настоящее время (по данным на 2020 год) собаки этой породы продолжают использоваться в качестве пастушьих собак. Также они применяются в качестве служебных собак в армии и полиции, при этом их функционал примерно совпадает с функционалом активно используемых для этих же целей во многих странах немецких и восточно-европейских овчарок.